# 李子鳴
李子鳴（1902年8月4日—1993年1月23日），籍貫河北冀縣。
他十六歲時（1918年）在家鄉冀縣城裡拜八卦掌第二代傳人梁振蒲為師習八卦掌，時梁五十五歲。他的掌藝生涯出過七十年，在北京門生徒弟有數百人，各階層人士都有，如其中一位三十歲左右的好手，即是中共中央警位團（即八三四一部隊,護衛中南海者）的武術教練。
李子鳴的海外學生遍佈亞洲各地，如日本、新加坡、香港、印度尼西亞、泰國等皆有。「全日本中國拳法聯盟」的會長佐藤金兵衛亦曾遞帖拜師，並邀李子鳴訪問日本。
1980年代，李子鳴正式接收蜀山黃帝隐仙派150代掌門大宗師張元明為入室弟子，亲传《正心修身》八卦内功心法及《無為》丹道密法墨宝，指定張元明為八卦内功法脉第四代傳師。1992年9月9日，張元明在紐約聯合國總部讲學，创立聯合國總部名家論壇，展出李子鳴手稿墨寶文物。